# ابراهیم غالب
ابراهیم غالب (انگلیسی: Ibrahim Ghaleb؛ زاده ۱۶ مهٔ ۱۹۹۱) یک بازیکن فوتبال اهل عربستان سعودی است.
وی همچنین در تیم ملی فوتبال عربستان سعودی بازی کرده‌است.